# Capannoli
Capannoli és un municipi situat al territori de la província de Pisa, a la regió de la Toscana, (Itàlia).
Capannoli limita amb els municipis de Lari, Palaia, Peccioli, Ponsacco, Pontedera i Terricciola.

## Galeria

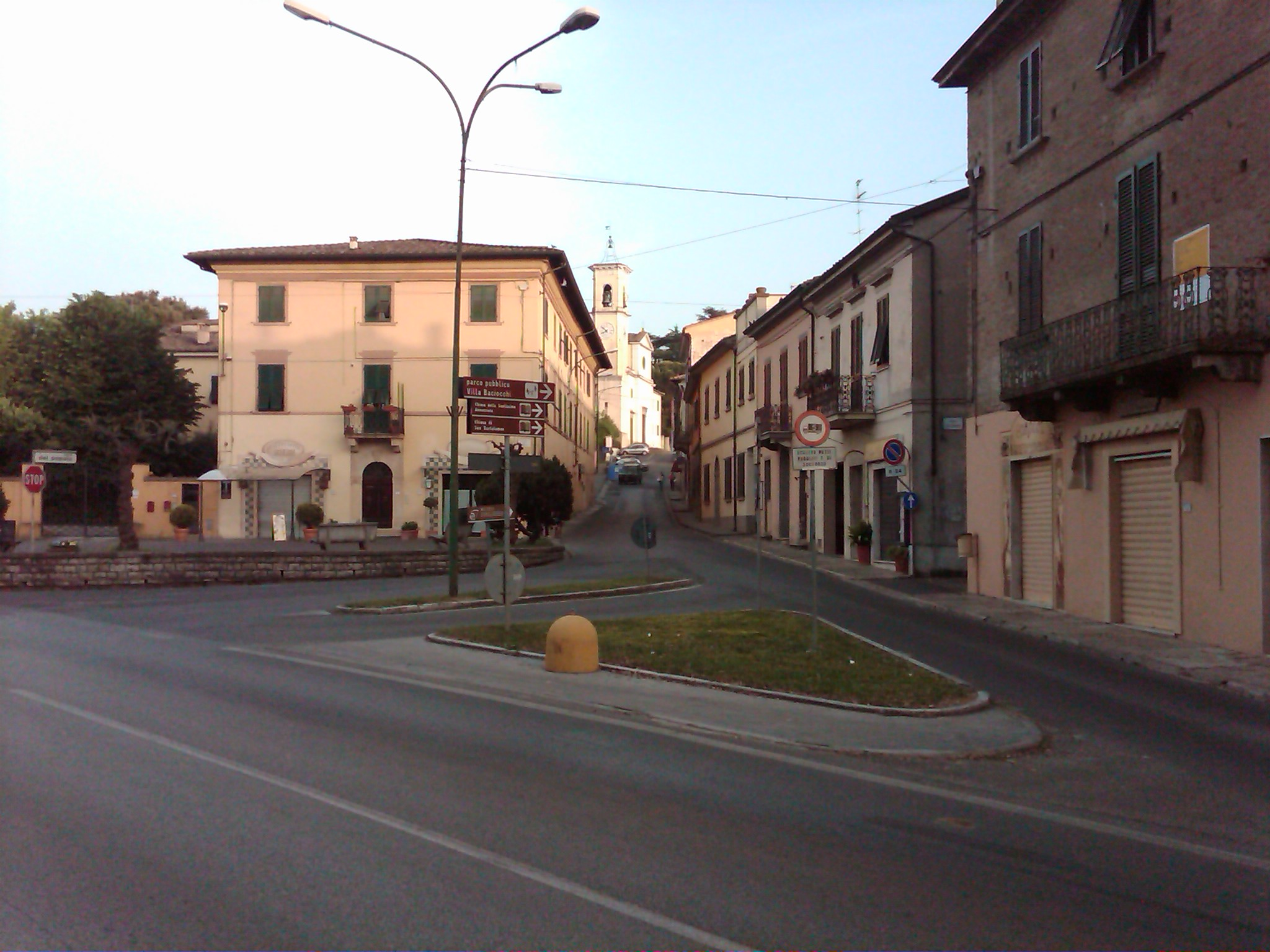
Vista de Capannoli
Localització del municipi a la prov. de Pisa